# سنگ‌چشم‌کوکوی هندوچینی
سنگ‌چشم‌کوکوی هندوچینی (نام علمی: Lalage polioptera) گونه‌ای از پرندگان خانواده کوکوسنگ‌چشمان (Campephagidae) است که در کامبوج، لائوس، میانمار، تایلند و ویتنام یافت می‌شود. زیستگاه طبیعی آن جنگل‌های جلگه‌ای نمناک نیمه‌گرمسیری و جنگل‌های کوهستانی نمناک نیمه‌گرمسیری یا گرمسیری است.

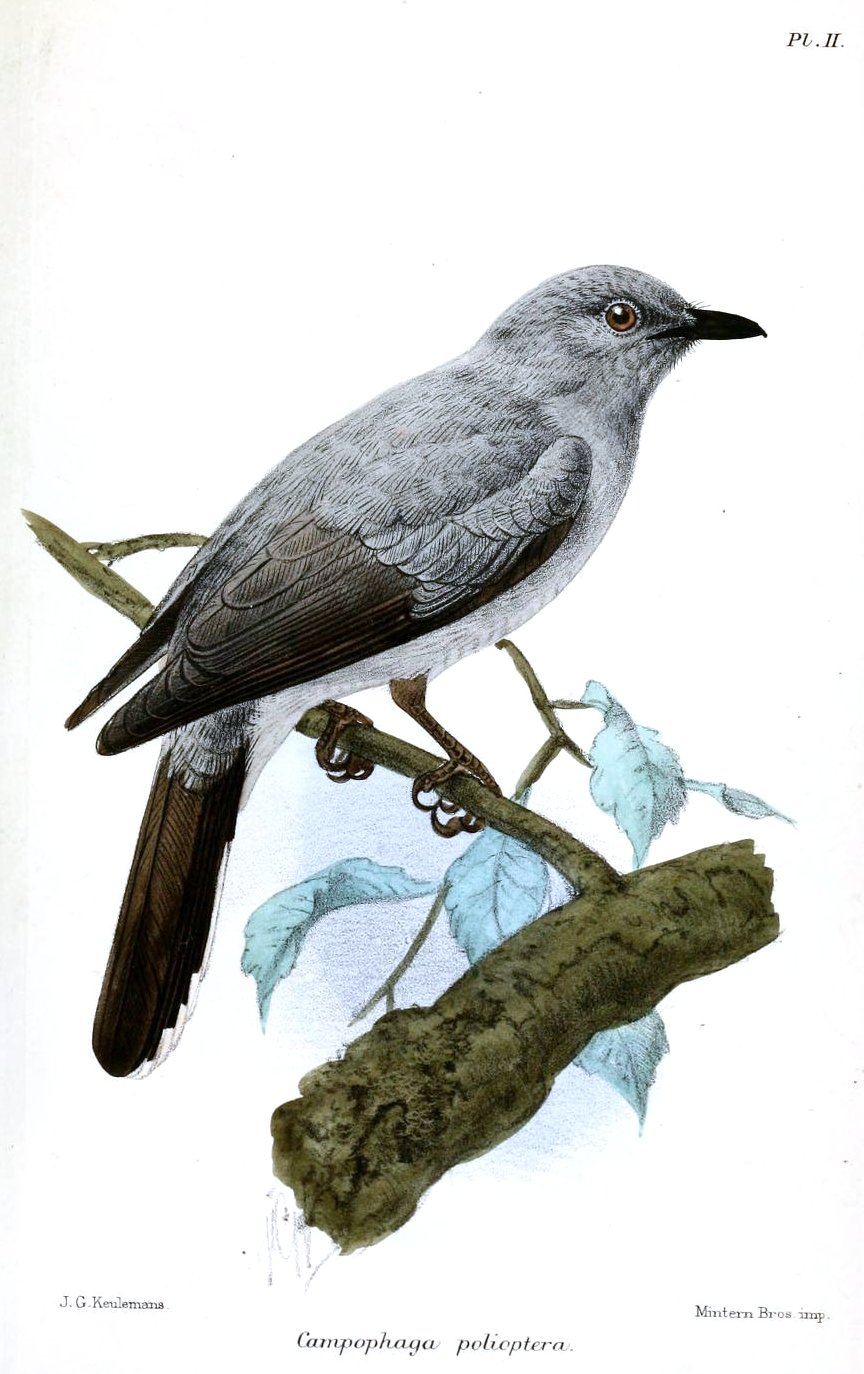
نگاره توسط Keulemans، ۱۸۷۹